# Дело Коржича
Де́ло Ко́ржича — судебное дело о белорусском солдате, Александре Александровиче Коржиче, погибшем во время прохождения срочной службы в Вооружённых Силах Республики Беларусь. Расследование обстоятельств его гибели вызвало значительный общественный резонанс и подняло проблему дедовщины в армии.

## Биография
Александр Александрович Коржич родился 15 апреля 1996 года, был единственным ребёнком в семье. Родители развелись в 2005 году. Окончил Пинский индустриально-педагогический колледж по специальности «техник-механик», работал в автомастерской слесарем. Коллеги характеризовали его положительно. По словам матери Коржича, во время осмотра в военкомате у Александра обнаружили пролапс митрального клапана и плоскостопие, но признали годным к службе. Его призвали 19 мая 2017 года.
Проходил службу в 3-й учебной танковой роте 3-й школы 72-го Объединённого учебного центра подготовки прапорщиков и младших специалистов ВС РБ в военном городке Печи в Борисове. Мать Александра и его друзья заявляли, что Александр неоднократно рассказывал им о проявлениях дедовщины. По словам матери, уже летом Александр начал просить её перечислять деньги на его банковскую карточку, которой завладел прапорщик, — сначала 50 рублей (25 долларов) каждую неделю, затем — эту же сумму каждый день. О назначении денежных переводов он отзывался противоречиво. По словам матери, распечатка расходов показала, что этой карточкой пользовались не только в Борисове, но также в Минске, в том числе и после смерти Александра, и деньги были израсходованы почти полностью.
17 сентября Александр попал в медицинскую часть для лечения от острой респираторной инфекции. 26 сентября Александра выписали, но больше его никто не видел. 3 октября его обнаружили повешенным в подвале здания медицинской части на брючном ремне. «На голове Саши была майка, ноги связаны — таким его нашли. Майку надели — это ему „тёмную“ делали, чтобы не видел лиц», — вспоминала его мать.
Коржича похоронили в Пинске. Священник отказался отпевать покойного.

## Расследование и суд
В первых сообщениях о происшествии основной версией гибели Коржича назывался суицид. 19 апреля 2018 года было объявлено о завершении расследования Следственным Комитетом. Рассмотрев версии о самоубийстве, доведении до самоубийства и умышленном убийстве, следствие пришло к выводу о доведении до самоубийства сержантами части, в которой служил Коржич.
Дело о смерти Коржича рассматривал Минский областной суд. На суде, в частности, были озвучены показания других военнослужащих. Они назвали конкретные расценки, установленные сержантами за посещение торговых точек и другие услуги, рассказали о приказаниях многократно отжиматься, застывать во время отжиманий, отжиматься в противогазах, заявили о принуждении к уборке предварительно испачканного туалета, облизыванию туалетного ёршика, избиениях солдат руками, ногами в берцах, металлической фляжкой по туловищу, рукам, ногам, шее — как в свободном положении, так и привязанных к батарее отопления. В числе прочих сержанты избивали и Коржича. Полную версию обвинения с перечислением фактов неуставных отношений прокурор оглашал три с половиной часа. Мать Коржича упоминала также о некоем ошейнике с иголками, который надевали солдатам на шею, чтобы они не спали.
Уволенный 20 октября 2017 года бывший командир части в Печах заявил на суде, что неуставные отношения в его части отсутствовали, а Коржич якобы состоял в «группе риска».
На суде высказывались различные трактовки обстоятельств смерти Коржича. Психолог из отделения психологической помощи в Печах, беседовавшая с Коржичем 16 и 17 сентября, упомянула рассеянность, нарушение сна, отсутствие аппетита и запросила консультацию психоневролога, но поставила диагноз «здоров». Она также добавила, что в её практике не было случаев, когда решивший покончить жизнь самоубийством надевал майку на голову, но о подобном она знает из литературы. Психиатр военного госпиталя, признавшая Коржича годным к службе, на суде охарактеризовала его гибель как «слишком усложненный суицид. <…> Для того чтобы повеситься, слишком много действий». Заместитель начальника медицинской части, одним из первых осмотревший тело, заявил, что следов борьбы ни на теле, ни поблизости не было. Следы избиений на теле, на которые обращала внимание мать Коржича, он объяснил естественными причинами. Заведующий кафедрой судебной медицины Белорусского государственного медицинского университета объяснил некоторые неоднозначно интерпретируемые следы как следствие типичных стрессовых ситуаций перед самоубийством — по его словам, «самоубийцы не знают все механизмы смерти, поэтому связывают себе руки, чтобы избежать самоспасения», однако случаев связывания себе ног в его 55-летней практике не было. Он предположил, что майка на голове использовалась для облегчения боли, и на вопрос судьи о возможности инсценировки насильственной смерти заявил, что в его практике подобных случаев не было. Согласно оглашённому заключению судебно-медицинской экспертизы, Коржич «страдал психическим расстройством в форме соматоформной вегетативной дисфункции».
5 ноября 2018 года трёх сержантов признали виновными по статьям 455 (Злоупотребление властью, повлёкшее тяжкие последствия), 430 (Получение взятки) и 205 (Кража) Уголовного кодекса Республики Беларусь и приговорили к 6, 7 и 9 годам лишения свободы.
Мать Коржича осталась недовольна ходом судебного процесса и составом осуждённых, а также не поверила заключению, что её сын покончил жизнь самоубийством.

## Резонанс
Первые сообщения о гибели солдата в Печах появились 4 октября. Трагическое событие стало широко обсуждаться, причём, по мнению журналиста Александра Класковского, внимание к делу Коржича привлекли независимые интернет-ресурсы. 11 октября в интернете появилась петиция с требованием отставки министра обороны Андрея Равкова, собравшая за день 4,5 тысячи подписей. 13 октября две незарегистрированные Министерством юстиции партии подали совместную заявку на проведение пикета против дедовщины у здания Министерства обороны в Минске, но им было отказано. 16 октября у этого здания припарковался автомобиль с провокационной надписью против дедовщины за стеклом. Портал tut.by внёс гибель Коржича в число самых значимых событий 2017 года, назвав её «трагедией года».
В сентябре 2018 года число возбуждённых уголовных дел, начатых в результате расследования дела Коржича, достигло 10 дел в отношении 13 лиц (по другим данным, было возбуждено 13 уголовных дел в отношении 10 человек). Одним из первых завершился процесс над командиром роты и старшиной роты, которые избивали солдат деревянной палкой и применяли физическую силу, требуя деньги и некоторые товары. Их приговорили к 6 и 4 годам лишения свободы, но они обжаловали приговор.
В 2018 году о судьбе Коржича был снят документальный фильм.

### Реакция Вооружённых Сил
В течение месяца после обнаружения тела Коржича были отстранены от должности начальник учебного центра в Печах, ряд должностных лиц и его непосредственные командиры.
16 октября 2017 года в сообщении на официальном интернет-сайте Министерства обороны начальник управления информации главного управления идеологической работы заявил: «Трагический случай в 72-м гвардейском Объединённом учебном центре явился спусковом крючком для старта очередной антиармейской кампании. Даже самый ленивый из числа оппонентов власти непременно помянул злобным словом Минобороны, а заодно и саму государственную власть. <…> Об этом не принято было говорить, но если бы не смена власти в стране в 1994 году, прекратившая весь этот бардак в государстве и армии (более мягкого литературного слова здесь не подобрать), то ещё более двух тысяч солдат вернулись бы домой „грузом 200“».
21 декабря 2017 года издание «Наша Ніва» опубликовало текст материала за подписью министра обороны Андрея Равкова, распространённого для информирования в войсках (подлинность документа впоследствии была подтверждена). В нём министр признал, что факты неуставных отношений, выливающиеся в создание неблагоприятной психологической обстановки в вооружённых силах и доведение военнослужащих до самоубийства, имеют место. В Печах, по его словам, были выявлены «дичайшие факты преступной халатности ответственных лиц, их самоустранения от исполнения обязанностей, наличие изощрённой системы издевательств, вымогания денежных средств, причём не только в отношении Александра Коржича. И всё это в учебном центре, где, в отличие от войск, несопоставимо проще навести образцовый порядок и организовать подбор младших командиров».
На пресс-конференции в феврале 2018 года Равков предположил, что к смерти солдата могли привести воспитание в семье, учителя и «агрессия на экранах компьютеров».